# William O'Brien
William O'Brien (né le 2 octobre 1852 à Mallow, Comté de Cork et décédé le 25 février 1928 à Londres) est un journaliste, homme politique, écrivain irlandais.
Ses conditions d'emprisonnement sont une des causes des manifestations du 13 novembre 1887 qui menèrent au « Bloody Sunday ».
En 1890, il épouse la Française et juive d'origine russe, Sophie Raffalovich (1860–1960), sœur du poète Marc André Sebastian Raffalovich et de l'économiste Arthur Raffalovich, qui lui apporte, outre son soutien moral, les moyens d'agir avec indépendance politique et fournissant des fonds pour créer ses propres journaux. Leur relation ajoute à sa vie un amour indéfectible pour la France et un attachement à l'Europe, où il se retirait souvent pour récupérer.